# Palm Springs (Floride)
Ne pas confondre avec Palm Springs en Californie
Palm Springs est une ville de Floride.

## Démographie
| 1960  | 1970  | 1980  | 1990  | 2000   | 2010   |
| ----- | ----- | ----- | ----- | ------ | ------ |
| 2 503 | 4 340 | 8 166 | 9 763 | 11 699 | 18 928 |